# 迪安尼·泰希奧
迪安尼·泰希奧(Teaonui Tehau，1992年9月1日—)，大溪地足球員，可司任前鋒和中場，是國家隊成員、和的堂兄弟。他目前效力當地頂級聯賽球隊AS金星。在國家隊方面，迪安尼·泰希奧於2011年入選大溪地國家足球隊，並在同年8月17日對斐濟的比賽中首次上陣。2012年，他隨隊參加大洋洲國家杯，並攻入兩球，協助球隊贏得歷史性首個的錦標。翌年，他又參加了洲際國家盃，在對西班牙的分組賽中後備上陣，取得37分鐘的出場時間。